# Josef Ernst
Josef Peter Anton Ernst (ur. 1907, data śmierci nieznana) – zbrodniarz nazistowski, członek załogi niemieckiego obozu koncentracyjnego Dachau i SS-Scharführer.
Z zawodu policjant. 27 kwietnia 1942 rozpoczął służbę w obozie Dachau. Od stycznia 1943 do 14 kwietnia 1945 był odźwiernym w fabryce należącej do Niemieckich Zakładów Zbrojeniowych. W procesie członków załogi Dachau (US vs. Josef Ernst i inni), który miał miejsce w dniach 10–11 marca 1947 przed amerykańskim Trybunałem Wojskowym w Dachau skazany został na 10 lat pozbawienia wolności. Jak ujawniło postępowanie sądowe Ernst wielokrotnie znęcał się nad więźniami przechodzącymi przez bramę, przy której pełnił służbę. Szczególnie katował więźniów, którzy próbowali przemycić pożywienie. Ernst bił ich kijem i innymi narzędziami oraz skazywał na okrutne kary z karą chłosty bądź słupka włącznie.  